# 日本軍進駐下のタイ
日本軍進駐下のタイ（にほんぐんしんちゅうかのタイ）では、太平洋戦争中に日本軍が領土内に進駐していた期間のタイ王国について述べる。

## 進駐

### 背景
タイ王国は日本の友好国であり、当時そのほとんどが欧米の植民地支配下に置かれていた東南アジアにおいて、唯一の独立国でもあった。その領土の西はイギリス統治下のビルマ、南はイギリス領マラヤ、東はフランス領インドシナと接して領土紛争も抱え、中華民国南部やオランダ領東インド（蘭印）にも近い位置にあった。イギリス領インド帝国やインド洋へのアクセスの中心にもなる為、日本軍にとって来たる南方作戦において重要な作戦基地、兵站基地、海運中継地点となりうる地であり、これらの機能を十分に発揮するためにこの地域における安定が必要であった。
日本は、真珠湾攻撃による太平洋戦争の開戦（1941年12月8日）と同時に米領フィリピンおよび英領マラヤ方面への侵攻によって南方要域攻略作戦を開始する計画を立てた。
タイはマレー及びビルマに対する作戦実施のために通過せねばならないところであり、その後も両方面に対する作戦基盤としてインドシナとともにあらかじめ日本が確保しておく必要があった。

### 体制
進入開始時の日本は武力進駐を実施したが、交渉が進み、1941年12月8日正午頃、日本軍によるタイ領内通過を許可する協定が成立し、午後3時頃、正式に調印を終えた。その後、12月10日夜半に攻守同盟決定、11日午前11時に攻守同盟仮調印、21日正式調印式が行われた。
日本はタイ王国の独立国としての地位を尊重し、部隊の駐屯は最小限とし、治安維持、後方支援、タイ王国軍との共同作戦を遂行していった。開戦当初はマレー作戦遂行とビルマに対する侵攻作戦準備のための後方拠点とされ、戦争末期、敗戦色が濃厚になると、インドシナ半島の作戦拠点として整備が進められていった。
日泰攻守同盟に伴って結ばれた「日泰共同作戦ニ関スル協定」により、両国軍は相互に協同して作戦を行い、日本軍はタイ国内の通過と作戦行動を行うことができるようになり、日本はタイ国土防衛に協力しつつ、タイ王国軍と協同して国外に侵攻作戦を行うことが可能となった。指揮関係はタイ王国の体面を重んじ、共同を原則とするが、必要に応じ実質的にタイ国軍を指導することができた。
友好国でもありその後同盟国となったタイ王国に対しては独立国としての地位を尊重し、日本軍は条約を結び駐兵権を獲得し、基本航空部隊ほかなるべく兵力を駐屯させない方針を採っていた。日本軍第15軍によるタイ国進駐が行われた後、当初は日本軍の近衛師団がタイ王国首都バンコクを防衛し、さらに日本軍の第55師団と第33師団がバンコクの安定確保に加わった。1942年1月近衛師団がマレーへ、第55師団と第33師団がビルマへ向うと、1942年1月15日に独立混成第4連隊第3大隊を、2月3日に同隊騎兵中隊と砲兵中隊をバンコクに派遣し、第15軍に編入した。第15軍司令部では、北部ラムパーン、ピッサヌローク、東北部ナコーンラーチャシーマー、南部チュムポーン、ソンクラーに歩兵1小隊を、バンコクに第15軍司令本部とそのほかの諸隊を配備した。開戦当時のタイ王国軍兵力は10万であり、主力はタイ中部に約4万、タイ王国外征軍（パヤップ軍）3.5万人、タイ南部に1万人を展開し、さらに2万人ほどの憲兵隊および警察隊が各要所に配備されていた。しかし、タイ王国海軍、タイ王国空軍の戦力はごくわずかであった。
日本軍はあくまで内政干渉をせず、戦争目的を理解してもらった上で同盟国としての友好関係の促進を務めており、タイ国の軍･民との不要な紛争の発生を防止するように厳に命じていた。
1942年頃の空軍の様子は、第3航空軍がタイ国土に飛行隊を常駐させることはなかったが、ビルマ方面で作戦行動を展開する第5飛行師団の後方基地としてドンムアン飛行場の価値は高く、実際に頻繁に利用されていた。そのため、ドンムアン、ナコーンサワン、チェンマイ、ラムパーン、ウドーンターニー、ウボンラーチャターニーの各飛行場には地区部隊を配置し、作戦即応体制を整えていた。

## タイの国情

### 国際関係
1942年1月25日にタイも英米に宣戦布告を行ったことで事実上枢軸国となった。
連合国軍機によりバンコクが空襲を受ける事はあったものの、結果的にタイ国内で大規模戦闘となることはなく、終戦を迎えた。タイ王国では終戦直前に親英米派「自由タイ」に政権が移譲されて戦勝国となっているため、第二次世界大戦史は日泰同盟史と対日レジスタンス運動史の二つの異なる視点の歴史観が相互補完的に成り立っている。

### 外征
タイ国軍は開戦直後から、南部ビルマなど近隣国への外征の意図があり、進出することを企画していたが、日本の南方軍はこれを抑え、タイ北部にタイ国軍を集結させて独力で防衛するように指導を行っていた。しかし、1942年3月、第15軍のビルマ作戦が好調に推移すると、タイ国軍の中でビルマ北部から中華民国の雲南への外征を求める動きが強まった。日本軍は敗退したときの士気の低下、軍需品の不足を恐れ、これを認めなかったが、5月2日タイ国軍の意図を汲んで、外征を指導することを決定した。5月10日に、チェンラーイおよびタイ王国北西地域に駐屯していたタイ国外征軍、通称パヤップ軍は、ビルマ・サルウィン川以東地域へ侵攻を開始した。5月26日にはモントン、勐海（モンハイ）からケントゥンまでを占拠した。その後、タイ外征軍は独力でサルウィン川以東のシャン地域の防衛を行うようになった。しかし、雨季に入ると、マラリア患者の続出、補給確保が困難になってきたために、第三師団にルイ川線を確保させた上で主力をタイ領域に撤退させ、道路改修など次期作戦準備を行っていた。1943年1月再び侵攻を開始。雲南国境線にまで至り、国境の要所に陣地を設営した。しかし、雨季に入り、またもマラリア続出と補給路の確保が困難となったため戦意が低下した。1944年2月1日頃の兵力は以下のようになる。
- タイ王国外征軍（司令官:デチャ・ブンヤクプ中将（タイ語: เดชา บุณยคุปต์）[注 1]）‐総員およそ3万5千名
  - 副司令官：ピン・チュンハワン中将
  - 参謀長：ルワン・ブラナソンクラーム少将（タイ語: หลวงบูรณสงคราม）
  - 第2師団（英語版）（長：ルワン・パイリーラヨーデート少将（タイ語: หลวงไพรีระย่อเดช）[19]）
    - 第4歩兵連隊
    - 第5歩兵連隊

  - 第3師団（長：ルワン・ハーンソンクラーム少将（タイ語: หลวงหาญสงคราม）[20][注 2]）
    - 第7歩兵連隊
    - 第8歩兵連隊
    - 第9歩兵連隊

  - 第4師団（長：ルワン・クリーアンデーピチャイ少将（タイ語: พล.ต.หลวงเกรียงเดช พิชัย）[注 3]）
    - 副師団長：ルワン・スッチャイサンナンラコーン（タイ語版）大佐（タイ語: หลวงสุทธิสารรณกร）[21]
    - 第12歩兵連隊
    - 第13歩兵連隊
    - 第17歩兵連隊

  - 戦車隊
  - 騎兵連隊3大隊
  - 通信隊
  - 航空隊（長：スッチャイ少将）
    - （戦偵36）

### レジスタンス運動

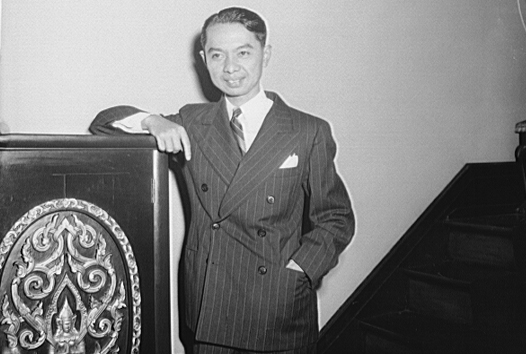
セーニー・プラーモート

1942年1月25日、タイ政府は米英に宣戦布告したが、駐アメリカ合衆国大使のセーニー・プラーモートは宣戦布告の通達を拒否、対日レジスタンス運動を開始した。アメリカ合衆国はタイ王国へ宣戦布告を出す代わりに、セーニーの抗日レジスタンス運動を援した。セーニーはアメリカ合衆国を後ろ盾にして、タイ王国の保守派貴族を取りまとめ、アメリカ留学中のタイ学生をアメリカ合衆国戦略諜報局（OSS）との任務に任用しつつ、自由タイ運動を組織した。
イギリスとは相互に宣戦布告を交わしたものの、同時にイギリス在住のタイ人によって抗日レジスタンス運動を組織。当時ロンドン・スクール・オブ・エコノミクスに留学していたプワイ・ウンパーゴンやラムパイパンニー王妃（ラーマ7世王妃）と皇兄スパサワットウォンサニット・サワットディワットらが中心となり展開した。
タイ国内の摂政府からは、プリーディー・パノムヨンが対日秘密工作を国内で行い、終戦まで5万人を超えるタイ対日武装レジスタンスを指揮した。
1945年初頭までに徐々に日本軍支配に対する反抗準備も整っていった。プリーディーは特別警察部隊による日本軍奇襲も計画しており、主要な高官や日本軍の通信を傍受しつつ、警察隊奇襲とタイ王国陸軍第1歩兵師団の攻撃と連携させ、バンコク駐屯の日本軍を攻撃。要塞に関しては主要交差点に既に掘られており、さらに増援には民間服を着せて小集団でバンコクに進入させる。さらに自由タイはバンコクの部隊を援護するために日本軍の通信遮断、空港占拠を行うとした。
この計画背景にはプリーディーは日本軍がタイに部隊を集結させており、近い将来タイの国土が戦場となる可能性を危惧していたことがある。日本軍はもともと後方支援の部隊を駐屯させるに過ぎなかったが、1944年12月以降、駐屯軍を野戦部隊に格上げし、軍需品を集め、ナコーンナーヨックなどの要塞化を進めていたことから戦場となることは明らかであった。

## 歴史
時間は日本時間

### 日本軍の進入

#### バンコク
日本は開戦前から、東南アジアに植民地を持つ米英蘭と日本が戦端を開いた場合、タイ政府は日本軍に協力すると予想していた。開戦前の1941年11月13日に開かれた大本営政府連絡会議において対タイ施策の大綱を定めた。タイ王国が連合軍側についた場合、イギリス軍及びイギリス連邦諸国軍がタイ王国国土に先に侵攻した場合の作戦案も設定された。
1941年12月8日0時に日本がイギリスと、そしてその後オランダやアメリカと戦闘状態に入ると、すぐに第15軍、第25軍、第3飛行集団、南遣艦隊、第22航空戦隊 をタイ東部とタイ南部へ進行させつつ、タイ政府首相プレーク・ピブーンソンクラーム（ピブーン首相）と日泰同盟の交渉に入った（しかし、ピブーン首相不在のためすぐには交渉に入れず、軍隊通過を認める休戦協定が締結されたのは8日午後12時となる）。
タイ首相から進駐許可に関する応答がないため、8日午前3時30分、南方軍は第十五軍に進撃開始を命じ、第十五軍は近衛師団に対タイ侵入作戦開始を命令した。12月8日午前7時、トンレサップ湖の北岸シェムリアップ付近からタイ国境（タイ・フランス領インドシナ紛争戦後処理東京条約による失地回復後の新国境）から第15軍隷下近衛師団先遣隊がシソポンへ自動車で進軍開始。アランヤプラテートを抜け、ワッタナーナコーンのタイ国軍兵舎を戦闘なく進軍している最中、午後11時30分に平和進駐協定成立の報を受け、9日未明ドンムアン飛行場に到着。トンレサップ湖の南岸にいた近衛師団主力も払暁、大自動車部隊を率いて国境を突破。シソポン以西で先遣隊と合流してバンコクに入り、チュラーロンコーン大学に司令部を設置した。
さらに第15軍鉄道部隊も8日にタイ側の旧国境部分の連結工事を開始した。その日の早朝、鉄道第5連隊第3大隊装甲列車が旧国境に向ったが16キロメートルにわたって軌条がなく、装甲軌道車にゴムタイヤを履かせ、通過させた。10日にはサイゴンから南タイまで連結作業が完了した。また、第3飛行集団の飛行第77戦隊戦闘機11機と飛行第31戦隊軽爆撃機9機は、8日昼頃にアランヤプラテート上空で威嚇飛行を実施中にタイ王国空軍小型機が攻撃してきたため、3機を撃墜した。この事態に対し、ドンムアン飛行場の攻撃を準備していたが、14時に平和進駐の報を受け中止した。
海上からバンコクへ進軍し、ラーマ6世橋（鉄道橋）確保することを目的にした近衛師団第4連隊第3大隊（吉田支隊、1100名、自動車20両）は12月3日にフーコック島に移動し待機。8日3時から4時に多少の警察隊の抵抗を受けた以外は特に大きな抵抗を受けることなく、輸送船白馬山丸でバンコク南方バーンプー海岸に上陸。タイ王国警察隊と対峙中にバンコクの第15軍参謀の情報を受け待機。13時40分、平和裡にバンコク到着した。

#### シンゴラ・パタニ方面
日本軍は開戦と同時に英領マレーへの上陸作戦を企画し、上陸作戦では当初、ソンクラー（当時の日本軍呼称はシンゴラ）、パッターニー（当時の日本軍呼称：パタニ）などのタイ南部に海南島三亜から長途渡洋接敵によって奇襲上陸し、陸上から英領マレーに侵攻する案が有力であった。それに対し第25軍作戦参謀辻政信中佐が自ら偵察機に乗って要所偵察を行い、その結果、ソンクラー、パッターニーの飛行場は英領マレーの飛行場に比べて貧弱、イギリス軍の反撃に耐えず、上陸制空権確保にはならないと判断。英領マレーのコタバル飛行場同時上陸を敢行する案を陸軍案として強硬に要請した。南遣艦隊司令長官小澤治三郎中将は陸海軍の意向を聞き、このコタバル同時上陸決行を決断した。さらに第3飛行集団と第5飛行集団から抽出した第10飛行団が作戦協力することになった。
ソンクラーへは第5師団主力河村部隊が輸送船団（香椎丸、九州丸、青葉山丸、佐渡丸、龍城丸、関西丸、那古丸、浅香山丸、笹子丸、熱田山丸、病院船波ノ上、計11隻）で8日午前4時頃、悪天の中、上陸を開始。上陸に際し抵抗はなく、ソンクラー新飛行場を占領した。しかし、上陸後河村部隊は南部ホーン山麓のタイ国守備隊と交戦。佐伯部隊はタイ国王国軍と交戦しハートヤイへ進軍。午後2時ハートヤイを占領。鉄道突進隊は午前5時40分ソンクラー駅で速やかに車両を押収し、ハートヤイ駅、英領マレーパダン・ブサール駅付近の国境を突破のために進軍した。一方、市川支隊はタイ王国軍の抵抗に遭い、出発が遅れ午前9時20分自動車を押収し、鉄道の要地となるペラク河鉄橋の確保任務のために英領マレーのアロースター方面へ進軍した。
主力の河村部隊は、サダオ付近に英印軍機械化部隊が国境進出中との報を受け、午後2時30分交戦中のタイ国守備隊からの停戦を受け入れ、午後6時にハートヤイへ進軍した。それに対する英印軍第三軍団第6、第15旅団は英領マレー・ジットラ陣地から日本軍の進撃を遅滞させるために小機械化部隊と装甲列車をサダオへ進出させていた。9日21時ごろ、サダオで英印軍機械化部隊と交戦。戦闘末、英印軍は道路橋を破壊して、国境に撤退した。10日には佐伯部隊が国境線通過。12日には日本軍がジットラ陣地突破を果たすことになる。
ソンクラー県テーパー（当時の日本軍呼称：タペー）へは第5師団安藤支隊の一部（第3大隊）が輸送船阿蘇山丸、鬼怒川丸で8日払暁に上陸。テーパー海岸に上陸した第3大隊は困難な地形を突破し、午後7時頃飛行場を占領した。第3大隊主力は即座に南下し、9時14時安藤支隊主力第一大隊とヤラー付近パッターニー河畔で合流した。
パッターニーへは第5師団安藤支隊主力（第1、第2大隊）が輸送船団（東山丸、相模丸、金華丸、宏川丸）で8日午前4時頃、荒天の中で上陸。上陸時攻撃はなく、安藤大佐と将兵約50名でパッターニー市街へ先行するが、市街地への途中でタイ王国軍に包囲され戦闘となった。夜が明け、第1、第2大隊が西北部に進出してくると形勢が逆転し、11時40分パッターニー市街地北半分を占領したところで守備隊が降伏。武装解除を行い、パッターニー飛行場を占領した。この時交戦したタイ王国軍兵力は歩兵1大隊、警察隊1中隊、飛行場警備隊約200名だった。日本側の損害は死傷45名。
安藤支隊は揚陸作業を待つことなく、第1大隊が先行、第2大隊が続き、速やかにマレー国境に急行させた。しかし、パッターニー河渡河が隘路になっており、第1大隊が渡河を終えたのは10日朝となった。このため、隊列は長大になり、10日正午ベートンへの途上で英印軍と対峙したときにはわずかな兵を掌握しているに過ぎなかった。
他方、英印軍第三軍団クロコール隊（第14パンジャップ第5大隊、第16パンジャップ第3大隊、野砲1中隊、工兵1中隊、衛生隊）は8日15時に英領マレーのジットラ陣地からタイ王国領内に進攻。タイ王国警官隊と交戦しつつ、9日15時ベートンを占領。10日第14パンジャップ第5大隊進軍中に日本軍の軽戦車隊に遭遇、交戦になった。
11日夜後続の第2大隊が到着。12日前面の英印軍歩兵千数百名、戦車数十両に払暁攻撃を仕掛け、同日12日正午に突破した。13日午前10時には先行していた第2大隊がベートン郊外で英印軍第16パンジャップ第3大隊と遭遇、交戦となり、夜を徹して戦闘を行い突破した。14日午前ベートン北側を通過し、午後3時にはベートンを通過し、南進した。15日正午には国境線を越えて英領マレーに進攻した。

#### 宇野支隊
プラチュワップキーリーカン（当時の日本軍呼称：プラチャップキリカン、プラチャップキーリカン）へは、第15軍宇野支隊の一部（1007名、馬100頭、自動車40両）が輸送船浄宝縷（ジョホール）で8日午前6時頃上陸。上陸と同時にタイ国守備隊が射撃を開始した。30分の戦闘の末、警備隊を武装解除し、飛行場を占領した。
チュムポーン（当時の日本軍呼称：チュンポン）へは第15軍宇野支隊主力（2233名、馬330頭、自動車20両）が輸送船伏見丸、良洋丸で8日午前3時泊地に侵入し、上陸を始める。タイ国守備隊300名と戦闘となるも、武装解除し、飛行場を占拠。
宇野支隊の任務は、チュムポーン上陸後、速やかにクラ地峡を横断し、クラブリーへ抜け、英領ビルマのビクトリアポイント（現コートーン）を占領することにあったため、11日早朝タイ王国軍1小隊とともにチュムポーンを出発。タイ軍は途中落伍するも、12日14時頃クラブリーに到着。折畳船でさらに南下し、14日20時20分頃、抵抗なくビクトリアポイントを占拠。さらに歩兵1小隊で北方145kmにあるボウピンの飛行場を占領した。
スラートターニー（当時の日本軍呼称:バンドン（スラートターニーの旧名：バーンドーン））へは、宇野支隊の一部（1048名、自動車20両）が輸送船山浦丸で8日午前10時頃上陸。7日夜半からの激しい風雨のために入泊予定が遅れた。上陸後、タイ国守備隊に攻撃を受けるが、激しい戦闘とならずに武装解除し、空港を占領した。
ナコーンシータンマラート（当時の日本軍呼称：ナコン、ナコンシータンラート）へは、宇野支隊の一部（2607名、自動車50両）が誘導艦占守の先導を受けつつ、輸送船三池丸、善洋丸で8日午前8時頃パークプーン河を遡上開始。午前10時頃ナコーンシータンマラート鉄道駅付近に上陸。タイ国守備隊と交戦、武装解除し、ナコーンシータンマラート飛行場を占領した。

### 日泰同盟の成立
1941年12月8日午前9時頃、タイ首相はバンコクに帰還した。帰途最寄りのタイ国軍指揮官に対し、日本軍に抵抗しないように命令してきたが、帰還後は無線で全軍に停戦命令を下達した。タイ首相はただちに日本大使に面会を申し入れ、午前9時30分頃、面会が始まった。
日本はタイに事情を釈明してタイ領通過の必要性と即時停戦処理を要する理由を説明し、1.軍隊通過の承認、2.防守同盟、3.攻守同盟、4.三国同盟加入、いずれかの条約を締結したいと申し入れた。タイ首相は日本が即時停戦命令を出すことを望み、日本が提示した要望の選択肢から単純な軍隊通過協定を選び、末尾条項にあった「日本ハ将来馬来方面ニ於ケル泰ノ失地恢復ヲ考慮スル」を不要とし全文削除を要求した。こうして8日正午頃に協定は成立し、午後3時頃、正式に調印を終えた。タイが通過協定のみで、失地回復の約束も不要とするのは、日本側の戦局が不利な場合に英国との国交調整で、中立を堅持したかったが日本の圧倒的な兵力の前に日本の要求を入れざるを得ない状況に追い込まれたと釈明するためと推測される。先の停戦命令が徹底されておらず、日タイ間で衝突が起きていたが、8日正午から午後2時までにはおおむね停戦できた。ただし、プラチャップでは通信機故障のため、宇野支隊と長く戦闘が続き、双方に相当の死傷者が出た。
さらに10日夕方にタイ側から日泰攻守同盟の申し入れがあり、ピブーン首相と坪上貞二駐タイ特命全権大使との間で21日に正式に調印された。12月10日夜半に攻守同盟決定、11日午前11時に攻守同盟仮調印が行われている。

### 1942年
1942年1月25日、タイ政府は米英に宣戦布告した。これによってタイは実質的に枢軸国の一員となり、その報復としてアメリカ合衆国は、国内のタイ王国資産を凍結した。英国首都ロンドン駐在のタイ王国大使は宣戦布告を通達したが、米国首都ワシントンD.C.駐在大使セーニー・プラーモートは宣戦布告の通達を拒否し、アメリカで自由タイ運動を組織し、対日レジスタンス活動を開始した。
1942年8月ごろから太平洋地域などで連合国軍の反撃が開始されると、ビルマ方面においても反抗の兆しが見られ、防衛強化の重要性が増した。当時ビルマ方面の補給路は、ラヘーン‐メーソート‐モールメン道が第15軍のビルマ侵攻の後に荒廃し、シンガポールの海運のみに頼っていたが、輸送船舶の不足、敵航空機・潜水艦による襲撃の恐れが増大していた。そこで11月大本営はかねてから準備されていた泰緬鉄道の建設を急ぐように南方軍司令部に命じた。1942年12月歩兵第82連隊第2大隊をバンコクに急派し、1943年1月4日泰国駐屯軍司令部を設置し、第5師団長憲兵司令官中村明人中将を司令官に親補した。軍司令部がバンコクに設置されたもののまだ渉外的な色彩が強く、タイ国防協力、対重慶圧迫と通過する軍の軍規の取り締まり、兵站などを担当した。
中村中将はタイ国との信頼関係を強固なものにすることが任務達成の道であると考え、当時、泰緬鉄道の基点となるバンコク西方のラーチャブリー県バーンポーンの日本軍作業隊宿営地においてタイ現地人取り扱いについて不満を持つタイ住民が宿営地を襲撃し、日本兵数名を射殺した事件（バーンポン事件）の解決を目指した。事件は日本兵への悪感情を生む自体に発展し、南方軍は賠償金を請求するなどタイ政府に対して厳重な抗議を行ったが、容疑者に僧籍の者が含まれるためタイ政府には国内法で処理できず事態が泥沼化していた。さらにタイ国政府に対しても未払いの債務が多く残っていた。そこで司令部はタイ政府からの賠償金をいったん受け取った後で、その賠償金をタイ進駐の中で日本軍と交戦し戦死したタイ国軍人の遺族への救恤金とすること、債務を完済し、英軍残置物件をタイ側に引き渡すことで円満解決を図った。さらに日本軍兵士にタイの習慣やタイでの生活の諸注意を書いたパンフレット数十万部を印刷して必携のものとして周知徹底させ、信頼回復に努めた。
さらに南方軍はタイからビルマ方面へ抜ける軍用道路の整備も進めた。1942年5月、南方軍の命により、泰国駐屯軍司令部は踏査を行い、北部ビルマ・ケンタン‐タカオ道、ラヘーン‐メーソート‐モールメン道は通行可能とし第二次整備にまわし、チェンマイ‐トングー道の開設をすることで決定した。チェンマイ‐トングー道はチェンマイ知事を建設責任者、タイ国人夫を募集して建設を開始した。この道路改修は2年に渡り行われ、1943年6月19日に在インドシナ第21師団工兵隊に指導に当たらせた。1943年8月には第15師団を南方軍総司令官直轄とし、その一部を道路改修に当たらせた。さらに11月9日第15師団が歩兵3大隊、砲兵1大隊、工兵1中隊を泰国駐屯軍の指揮下に入れ、ビルマに前進すると、泰国駐屯軍は残置部隊内歩兵2大隊、工兵1大隊を道路構築に当たらせた。その後1944年1月、第15軍残地部隊がビルマに前進。道路構築は引き続き第21師団工兵隊によって行われ、1944年5月に作戦道は完成した。

### 1943年
1943年中盤以降、太平洋およびアジア各地では日本軍の、ヨーロッパでは枢軸国のナチス・ドイツやイタリア王国などの戦況が悪化しつつあった。ビルマでアキャブ作戦が開始されるなど英印軍の反抗が強まり、泰国駐屯軍の兵力が増強されていった。1943年12月10日、独立混成第29旅団が編成され、泰国駐屯軍に編入された。泰駐屯軍は独立混成第29旅団をビルマ、マレー地域の安定のために、バンコクと東部国境域に配備した。
1943年5月頃から、バンコク周辺では対日レジスタンス運動自由タイの策動が執拗となり、親日派、対日政策の妨害が行われるようになっていた。そこで、1943年7月4日、日本の東条英機首相がバンコクでタイのピブーン首相と会見し、北部英領マレー4州（プルリス州、クダ州、クランタン州、トレンガヌ州）およびビルマ領シャン地方ケンタン州とモンパン州2州のタイ移譲について意見交換が行われ、割譲が決定された。この移譲はイギリスに奪われたタイ王国失地回復の悲願を叶えることであったが、財政不安、ビルマ民衆の不快感、さらにヨーロッパにおけるドイツの劣勢などによるイギリスへの配慮から手放しでは喜ぶことのできない状況となっていた。
1943年11月17日、ピブーン首相はバンコクからペッチャブーンに遷都する計画を発表した。

### 1944年
1944年2月、マレーに第29軍が置かれるとプラチュワップキーリーカン以南がその管轄下に入ったため、チュムポーンの独立歩兵第160大隊とカオハーチの独立歩兵第161大隊が第29軍に編入された。欧州で連合国軍がフランスへのノルマンディー上陸作戦をさせ、ドイツに対して独ソ戦に並ぶ第二戦線が形成された（前年にはイタリアにも連合国軍が上陸していた）。こうした欧州情勢によるタイへの影響を考慮し、7月上旬には、上記の2大隊を再び独立混成第29旅団に復帰。独立歩兵第160大隊をバンコクに、独立歩兵第161大隊をラムパーンに派遣して警備に当たらせた。
1944年1月下旬、ビルマ方面の作戦の進捗に伴い、多くの兵力を消耗した。その人員補充のため、南方軍は第7野戦補充隊をタイに派遣し、同隊は2月下旬にチェンマイに進出。主力をチェンマイに駐屯させ、一部をラムパーン付近の防衛に当たらせた。同隊は歩兵3大隊、砲兵隊、工兵隊総員およそ4,700名であった。幹部人材の消耗も大きく、第2野戦補充隊司令部をバンコクに進め、業務を開始させた。
1944年7月20日および22日の国民議会で既に建設に着手していた遷都計画が否決され、1944年7月に政権が倒れ、日本軍はタイの動向を憂慮した。8月1日クワン・アパイウォンが首相に就任すると、日本との親善関係は維持が表明され、日泰同盟は維持された。
日本軍がビルマをインド北東部までの進撃を目指したインパール作戦は失敗し、ビルマ戦線は日本の敗勢が明らかになった。1944年9月、南方軍は北部・中部ビルマを放棄し、マレー・タイの国防と南部ビルマ戦略を第一義とするように方針を改めた。タイの戦略的な位置づけはビルマ、インドネシア方面の作戦行動に対する後方基盤から、前線の兵站基地としてより作戦への関与を強めてゆくことになった。
タイ国の兵站基地としての能力向上と陸上輸送の充実を図るために、1944年末にはタイ国内で編成された兵站地区隊本部、陸上勤務中隊、兵站病院が泰駐屯軍の戦闘序列に編入され、北部タイ、ビルマ・テナセリウム地区での兵站業務に従事した。さらに鉄道の作戦運用のために南方軍野戦鉄道司令官の下に泰鉄道隊と泰緬鉄道隊を編成した。さらに1945年4月には第7方面軍補給諸廠バンコク支廠を基幹として、第39軍（元泰国駐屯軍）補給諸廠が編成された。
泰国駐屯軍においても、タイ国域の防衛と安定、渉外を目的とした駐屯軍から、ビルマのタヴォイ、メルギー（現メェイ）付近のテナセリウム要域の確保を組み入れた野戦軍として目的の大幅な変更が行われ、1944年12月20日、泰国駐屯軍を第39軍（軍司令官:中村明人中将）に改編し、テナセリウムの2個大隊（独立混成第24旅団隷下1大隊、第94師団隷下1大隊）とその配属15榴中隊を独立混成第29旅団の指揮下に入れた。さらにラムパーンでチェンマイ‐トングー道の構築を行っていた独立歩兵第161大隊も独立混成第29旅団に復帰させ、タイ南部へ向わせた。独立混成第29旅団（バーンポーン）‐テナセリウムにおける敵軍の上陸、飛行場の設定の妨害とプラチュワップキーリーカン - メルギー作戦自動車道路の構築、泰緬鉄道の警備を行っていた。この道路は4月28日に開通した。さらに1945年1月14日スマトラにあった第4師団をタイに転進させ、第39軍の指揮下に入れた。

### 1945年
1945年以降、日本軍の占領下にあり安定していたシンガポール、サイゴンなどからの輸送路は陸海ともに断絶することを予想し、タイ領域内での自活を掲げて努力を行った。タイ領域内では砂糖、タバコなどの自給は不可能であったが、おおむね完全自活の域に達していた。タイ米には余剰があり、マレーやビルマなどに輸出を行っていた。さらに木造船造船も順調に行われていた。1945年2月に軍需品納入組合を作り、三菱商事会社が組合長として業務を行っていたが、生産基盤強化のために軍経理部長町野一雄主計少将を中心に陸海軍一体に泰国軍需品生産調達事務局を新設。13製作所を設置し、日本人商社の企業統合を推進した。
1945年2月に、仏領インドシナ当局は親枢軸のヴィシー政権側についていたものの、フランス本国からドイツ軍及びヴィシー政権が完全に放逐された。1945年2月、日本軍が仏領インドシナを安定化するために行った武力処理（明号作戦）が成果を収めると、タイを中心に戦力の結集が行われた。さらに4月からアメリカ軍の沖縄への来攻（沖縄戦）が始まると、日本本土との交通が遮断され、南方圏での自活時給体制の強化が求められていた。まず、1945年4月上旬には北部仏印から第37師団をバンコクに転用。6月中旬には、ビルマから第15軍司令部と第15師団を抽出し、第39軍へ編入した。ついで6月下旬にも北部仏印から第22師団を第39軍の指揮下に入れ、バンコクへ移動が行われた（移動中に終戦を迎える）。
さらに1945年4月頃からビルマ方面からの撤退者、栄養失調や傷病者が多数流入し、第39軍司令部の勤務は多忙になった。タイ国の治安警備を強固なものものにするために、軍事施設であるバーンポン、カーンチャナブリーの軍集積倉庫の警備の厳重化、バンコクのプラカノーン集積所および兵舎の遮蔽とトーチカ建造を行なった。さらにバンコクのルンピニー公園には拠点式複郭の建造、軍司令部、貨物廠など重要拠点に防御設備を建造した。さらにビルマ方面作戦に従事した第4師団歩兵第61連隊が、1945年1月24日バンコクに到着し、バンコク南方12kmプラカノーン兵舎に駐留したが、3月27日空襲で被害を受けた。そこで対空防御上適当でないと判断し、4月8日、兵舎をナコーンナーヨック東方に移動した。この移動に伴い野砲兵第4連隊主力も移動させ、地下格納庫、給水設備、バラック建設とナコーンナーヨック複郭陣地の構築に当たった。
1945年6月頃、第39軍は国境地帯に軽易な防御陣地しか持たず、前線に直面するようになったタイ国では、急速に防衛体制を整えつつ、国内で高まりつつあった抗日運動やタイ国軍の背反を威圧する必要があった。そこで、ビルマ戦線より着任した第39軍作戦主任参謀辻政信大佐の強い意見により、タイ王国国内での防衛強化が実行された。
1. バンコクの防衛設備の強化
2. 三ヶ月分の軍需品の備蓄
3. ドンムアン飛行場における対空火力の増強（砲兵1中隊増強と対空防衛施設）
4. 北部タイ、ラムパーンーチェンマイ道、ラムパーン‐ルワンヌア道の縦深抵抗防禦陣地の構築
5. ビルマ・タヴォイ、メルギーの揚陸防衛、防禦陣地の構築
6. メルギー飛行場の破壊
7. 孤立自給できない部隊の合流
8. 地方飛行場の防衛と不用飛行場の破壊

さらに軍司令官、幕僚の外出を禁じ、休日を廃し、一ヶ月で完成するように指導をした。防禦陣地は軍司令部地区、軍司令部官邸、ルンピニー公園、貨物廠、日本大使館、クローントゥーイ港、さらにパヤータイ通りの南方第16陸軍病院、戦勝記念塔前などに構築され、特に戦勝記念塔トーチカ陣地は鉄道連隊によって最も堅固に建設された。タイ国軍も日本軍の防備強化に伴い、タイ国兵営付近、バンコクの主要道路集合点、バンコク‐ドンムアン道の各所にトーチカを構築した。
このころ、第4師団のスマトラから北タイへの進出が完了し、第7野戦補充隊と交替して北タイおよび南部シャン州に配備された。これに伴い第7野戦補充隊はバンコク防衛隊となり、6月11日以降バンコクの任務を任じられた。タイ国内での兵力、兵站の強化もむなしく、ビルマ戦線は南方に押し下げられていった。それにより、爆撃によりタイ国南北縦断鉄道の橋梁破壊が頻繁となり、マレー鉄道、泰緬鉄道ともに十分な輸送ができなくなっていた。
さらにビルマの中心都市ラングーンの失陥後、南部ビルマをインドシナ半島防衛の前衛という位置づけに改め、ビルマ・タイの師団を改編することの必要性が大本営に具申された。それを受け7月15日に第39軍は第18方面軍（方面軍司令官:中村明人中将）に昇格した。8月6日には第33師団を第18方面軍に編入。さらに8月8日には第56師団および第54師団を指揮下にいれ、インドシナの半島の中核として防衛体制強化を行い、次期作戦の準備を行った。この編成に伴って、第15軍にあった第31師団、第33師団はビルマ方面軍の直轄となった。
タイ国各地ではビルマまで勝利を収めた英印軍の進行を阻止するために各地で戦闘が行われていた。
タイ南部プーケット沖では、1945年7月25日に英国巡邏艦隊が現れ、プーケット島を砲爆撃し、上陸作戦を開始。しかし、日本軍守備隊が上陸を阻み、撤退させた。翌7月26日、第3航空軍独立107教育飛行団第3教育飛行隊隷下の九七式戦闘機特攻隊七生昭道隊が本戦争で最後となる陸軍特攻を敢行し、2機命中轟沈1隻、撃破1隻の戦果を挙げた。艦隊は同日中に撤退、特攻隊員3名に対して特別昇進が発令された。

### 終戦後
8月15日に終戦を迎えると翌16日にプリーディーは国王を代行して対英米の宣戦布告を無効とする宣言を行った。さらにプリーディーから、クワン・アパイウォンに摂政が代わり、1945年9月17日に、自由タイを組織したセーニー・プラーモートがタイに帰国、首相に就任した。しかし内閣はプリーディー・パノムヨンの信奉者によって占められ、プリーディーはクワン・アパイウォン政権時と同様、政権の背後で勢力を振るい続けた。
タイ王国の戦後処理は、自由タイ運動による連合国軍への貢献の結果、アメリカ合衆国に宣戦布告をしていないとしてタイ王国を敵対国としないことに決まった。しかし、他の連合国はすんなりとはタイの戦勝国入りを認めなかった。イギリスはタイ政府に英領マレーへの米輸出でも賠償を求めた。フランスは仏領インドシナ占領地域の返還するまで国際連合への加盟を認めない決定をした。ソビエト連邦は国内の反共規則の撤廃を求めた。

## 軍備

### 日本軍
1943年12月10日　独立混成第29旅団編入時
- 泰駐屯軍司令部（司令官：陸軍中将 中村明人）
- 独立混成第29旅団
  - 独立混成第29旅団司令部（バンコク）
  - 独立歩兵第158大隊（カーンチャナブリー）
  - 独立歩兵第159大隊（チェンマイ）
  - 独立歩兵第160大隊（チュムポン）
  - 独立歩兵第161大隊（カオハーチ）
  - 独立歩兵第162大隊（バンコク）
  - 独立混成第29旅団砲兵隊（バンコク）
  - 独立混成第29旅団工兵隊（バンコク）
  - 独立混成第29旅団通信隊（バンコク）
- 南方軍第2憲兵隊
- 特設自動車第14中隊
- 特設自動車第15中隊
- 南方第16陸軍病院

1945年1月　第4師団編入時
- 第39軍司令部（バンコク）
  - 第4師団‐北タイのラムパーンに主力を配置し、チェンマイに一部駐屯（6月に展開完了）[68]。中国重慶軍と英印軍の北タイ侵攻に備えた。
    - 第4師団司令部（ラムパーン）
    - 歩兵第8連隊（ラムパーン、ラヘーン、メーソート）
    - 歩兵第37連隊（ケンタン、モンレン）

  - 独立混成第29旅団（バーンポーン）
    - 独立歩兵第158大隊（カーンチャナブリー）‐ワアヤイ‐ポンディポン‐ショビダイン道の構築（1945年5月頃、ビルマ・タンビザヤ方面へ前進[85]）
    - 独立歩兵第159大隊（バーンポーン）‐タイ南部の防衛
    - 独立歩兵第160大隊（プラチュワップキーリーカン）‐プラチュワップキーリーカン - メルギー作戦自動車道路の構築
    - 独立歩兵第161大隊（テナセリウム）‐プラチュワップキーリーカン - メルギー作戦自動車道路の構築
    - 独立混成第29旅団砲兵隊（バーンポーン）‐タイ南部の防衛
    - 独立混成第29旅団元第24旅団歩兵大隊（タヴォイ）‐タイ南部の防衛
    - 独立混成第29旅団元第94師団歩兵大隊および15榴中隊（メルギー）‐タイ南部の防衛

  - 盤谷防衛隊（バンコク）
    - 第2野戦補充司令部
    - 第7野戦補充隊（歩兵1大隊半、砲兵隊、工兵隊各1中隊）
    - 独立歩兵第162大隊
    - 独立野戦高射砲第163中隊

1945年7月15日 第18方面軍編制時
- 第18方面軍司令部（司令官:中村明人陸軍中将、参謀長:花谷正中将）
- 第15師団
- 独立混成第29旅団
- 独立野戦高射砲第63中隊
- 第5工兵隊司令部
- 南方軍第6通信隊
- 南方軍第2憲兵隊
- 第89兵站地区隊本部
- 特設自動車第14中隊、第15中隊、第38中隊
- 陸上勤務第129中隊、130中隊
- 南方第16陸軍病院
- 第133兵站病院、第147兵站病院
- 患者輸送第94小隊、第97小隊
- 第34野戦防疫給水部
- 第18方面軍兵站病馬廠
- 第18方面軍軍馬防疫廠
- 第18方面軍野戦兵器廠
- 第18方面軍野戦自動車廠
- 第18方面軍野戦貨物廠
- 第15軍
  - 第15軍司令部（司令官:片村四八陸軍中将）
  - 第4師団
  - 第56師団
  - 特設自動車第37中隊
  - 陸上勤務第128中隊
  - 第105兵站病院、第124兵站病院
  - 患者輸送第38小隊、第58小隊

1945年8月15日　終戦時
- 第18方面軍司令部（司令部:バンコク）
  - 第15軍（司令部:ラムパーン）
    - 第4師団（司令部:モンガオ 北部タイ）‐諸隊は、ケンタン、チェンマイ、ラムパーン、ピッサヌローク警備中
    - 第56師団‐ビルマ・南部シャン州から転進準備中

  - 第15師団（司令部:カーンチャナブリー） - カーンチャナブリー、バーンポーン地区、ワンポ
  - 独立混成第29旅団‐（司令部:プラチュワップキーリーカン）- ビルマ・テナセリウム
  - 第22師団（司令部:バンコク） - 主力部隊を北部インドシナから転用中
  - 第33師団‐ビルマ・モールメン地区を出発して、ナコーンパトムに転進中
  - 第37師団‐バンコクおよびナコーンナヨーク
  - 第54師団‐ビルマ・シュエジン付近を転進中。第85連隊の1大隊はウドンターニー付近での警備中

### タイ軍
1944年2月
- 第1軍管区（バンコク）‐歩兵隊7大隊、騎兵隊1大隊、砲兵隊3大隊、戦車隊3大隊、高射砲隊3大隊
- 第2軍管区（プラーチーンブリー）‐歩兵隊7大隊、騎兵隊2大隊、砲兵隊2大隊、工兵隊3大隊、通信隊3部隊
- 第3軍管区（コーラート）‐歩兵隊10大隊、騎兵隊2大隊、砲兵隊2大隊、通信隊1部隊
- 第4軍管区（ナコーンサワン）‐歩兵隊5大隊、砲兵隊2大隊、通信隊1部隊
- 第5軍管区（チュムポーン）‐歩兵隊3大隊、工兵隊1大隊、通信隊1部隊
- 第6軍管区（ナコーンシータンマラート）‐1個師団（1944年1月に敵上陸の流言が盛んになり、プーケット、トラン付近の兵力を増強）
- マレー4州‐第7特別旅団（歩兵隊3大隊、砲兵隊1大隊、海兵隊1大隊）
- タイ王国外征軍‐歩兵隊3大隊